# Bruce Bolt
Bruce Bolt (15 de febrero de 1930 – 21 de julio de 2005) fue un sismólogo australiano-estadounidense y profesor de ciencia planetaria en la Universidad de California, Berkeley. El profesor Bolt fue reconocido como pionero en el área de Ingeniería Sísmica, sentando las bases para el diseño y construcción de estructuras resistentes a terremotos y promoviendo cambios legislativos para minimizar los daños producidos por terremotos. También publicó varios libros populares y técnicos sobre sismología.
Desde 2006 se entrega un premio con su nombre, la Medalla Bruce A. Bolt, para reconocer a personas cuyas acciones supongan una mejora en el campo de la seguridad ante terremotos.

## Primeros años y formación
Bolt nació el 15 de febrero de 1930 en Largs, un pequeño pueblo de Nueva Gales del Sur. Estudió en la Universidad de Sídney obteniendo su graduado en 1952, un máster universitario en 1955 y el doctorado en matemáticas aplicadas en 1959. Desarrolló un especial interés en el modelado matemático del interior del planeta, por lo que tras una visita al Lamont Geological Observatory en Nueva York, decidió visitar el departamento de geodesia y geofísica de la Universidad de Cambridge, donde conoció a los profesores Perry Byerly y John Verhoogen de la Universidad de California en Berkeley, que le invitaron a trabajar allí. A la vez que desarrollaba su trabajo en Berkeley, obtuvo un nuevo doctorado en ciencias por la universidad de Sídney en 1972.

## Carrera en la universidad de Berkeley

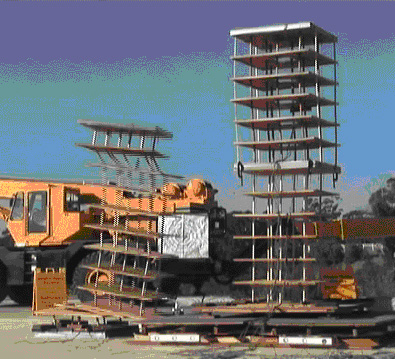
Test de impacto de un edificio tradicional (izquierda) frente a un edificio de base aislada (derecha) en la UCSD

Bruce Bolt comenzó a trabajar en 1963 como director de la red de estaciones sismológicas de Berkeley (el actual Berkeley Seismological Laboratory), y mantuvo su puesto hasta 1991. Como director, se convirtió en un referente en sismología, especialmente en el área de ingeniería sísmica. Bolt identificó el impacto de terremotos superficiales así como el "fling", el deslizamiento de la superficie terrestre durante un terremoto, que tiene un fuerte impacto en las estructuras cercanas al epicentro. El profesor Bolt fue elegido en 1978 para la National Academy of Engineering de los EE. UU., en reconocimiento a su contribución a la profesión. Como director del Berkeley Seismology Center, Bolt fue pionero en el uso de la captura de datos digitales frente a los tradicionales sismógrafos que dejaban sus datos grabados sobre papel.
Bolt determinó que el epicentro del Terremoto de San Francisco de 1906 estuvo cerca de Daly City, y no cerca de Olema como se creía con anterioridad. También ayudó a diseñar la simulación del terremoto de 1906 que puede verse en el museo que la California Academy of Sciences tiene en el Golden Gate Park, que ha sido visitada por millones de personas. También ha escrito muchas publicaciones en el tema, incluyendo Earthquakes: a Primer (1978) y Inside the Earth: Evidence from Earthquakes (1982).
Bolt trabajó en la Comisión de seguridad Sísmica de California durante 15 años, incluyendo un año como vocal en 1986. Desde dicha posición, tuvo una influencia significativa en el desarrollo de la legislación en seguridad frente a terremotos y ayudó a crear el sistema obligatorio de mapeo de daños por terremoto.
Fue consultor en ingeniería sísmica para los principales proyectos de obras civiles, incluyendo el Diablo Canyon Power Plant, la Presa de Asuán y el Sistema de oleoducto Trans-Alaska. El último gran proyecto en el que estuvo trabajando fue la ampliación del suburbano de San Francisco (BART).

Bolt tuvo varios cargos dedicados a la divulgación de la ciencia, siendo presidente de la California Academy of Sciences, presidente de la Sociedad Sismológica de América.
Desde 2009, el Earthquake Engineering Research Institute junto al Seismological Society of America entregan un premio con su nombre: La Medalla Bruce A. Bolt, para reconocer a personas cuyas acciones supongan una mejora en el campo de la seguridad ante terremotos mediante la aplicación de conocimiento científico al diseño de obras.
El profesor Bolt se retiró en 1993 y murió de cáncer de páncreas en julio de 2005 en el hospital Kaiser Permanente de Oakland.

## Cargos principales y premios recibidos a lo largo de su carrera
A lo largo de su carrera, Bruce Bolt tuvo varios cargos en organizaciones científicas y académicas importantes. Entre ellas:
- Presidente de la California Academy of Sciences entre 1982 y 1985;
- Miembro del comité de asesores de la California Academy of Sciences entre 1981 y 1992, y de nuevo en 1999;
- Presidente de la Academic Senate de la Universidad de California en Berkeley en 1992-93;
- Presidente del Faculty Club de Berkeley entre 1994 y 2004;
- Presidente de la Seismological Society of America en 1974;
- Editor de la Seismological Society of America entre 1965 y 1972;
- Presidente del International Association of Seismology and Physics of the Earth's Interior entre 1980 y 1983.

Entre otros reconocimientos, Bruce Bolt fue galardonado con los siguientes premios:
- Alfred E. Alquist Special Recognition Medal, en 1994.[4]
- Distinguished Lecture Award of the Earthquake Engineering Research Institute, en 1998.[4]
- George W. Housner Medal, en 2000.[4]

## Publicaciones más influyentes
A lo largo de su carrera, Bruce escribió seis libros de texto y ocho libros sobre terremotos y geología.
- Geophysics Editor Academic Press New York 1973 ISBN 0-12-460813-2
- Geological Hazards: Earthquakes, Tsunamis, Volcanoes, Avalanches, Landslides, Floods editor 1975 and 1977 Springer-Verlag New York ISBN 0-387-90254-6
- Nuclear Explosions and Earthquakes: the Parted Veil W.H. Freeman San Francisco 1976 ISBN 0-7167-0276-2
- Earthquakes: A Primer W.H. Freeman San Francisco 1978 ISBN 0-7167-0094-8.
- Inside the Earth: Evidence from Earthquakes W.H. Freeman San Francisco 1982 ISBN 0-7167-1359-4
- Earthquakes 5 editions 1987-2003, 2003 edition published by W. H. Freeman New York ISBN 0-7167-5618-8
- Earthquakes: 2006 Centennial Update W. H. Freeman; Fifth Edition (August 5, 2005) ISBN 0-7167-7548-4 and ISBN 978-0-7167-7548-5
- Earthquakes and Geological Discovery Scientific American Library New York 1993 ISBN 0-7167-5040-6

También publicó cerca de 200 artículos de investigación y divulgación, entre los cuales se encuentran los siguientes:
- Bolt, B.; Qamar, A. (10 de octubre de 1970). «An upper bound to the density jump at the boundary of the Earth's inner core». Nature 228: 148-150. doi:10.1038/228148a0.
- Shi, Y.; Bolt, B. (1982). «The standard error of the magnitude-frequency b value». Bulletin of the Seismological Society of America 72 (5): 1677-1687. Archivado desde el original el 23 de septiembre de 2015. Consultado el 21 de mayo de 2015.
- Bolt, Bruce A. (1987). «50 years of studies on the inner core». EOS 68 (6): 73,80-81. doi:10.1029/EO068i006p00073-01.
- Bolt, Bruce A. (1997). «Inge Lehmann». Biographical Memoirs of Fellows of the Royal Society 43: 285-301. Archivado desde el original el 21 de octubre de 2013. Consultado el 15 de octubre de 2013.